# Onyx Lorenzoni
Onyx Dornelles Lorenzoni GOMM (Porto Alegre, 3 de outubro de 1954) é um político, médico veterinário e empresário brasileiro, filiado ao Progressistas (PP). Foi deputado federal pelo Rio Grande do Sul entre 2003 e 2023. Durante o governo Jair Bolsonaro, foi ministro-chefe da Casa Civil, ministro da Cidadania, ministro-chefe da Secretaria-Geral da Presidência e ministro do Trabalho e Previdência.
Ganhou notoriedade nacional em 2017, ao assumir que recebera doações via caixa dois da empresa JBS na campanha de 2014. Em 2020, ele admitiu diante da Justiça que os valores ilegais recebidos chegaram a 300 mil reais.
Em 2018, nomeado pelo então presidente Michel Temer, foi ministro extraordinário de coordenação da equipe de transição para o governo do presidente eleito Jair Bolsonaro.
Nas eleições de 2022, foi candidato ao cargo de governador do Rio Grande do Sul, sendo derrotado no segundo turno por Eduardo Leite (PSDB).

## Carreira política
Filho de Rheno Julio Fioravante Lorenzoni e Dalva Conceição Dornelles Lorenzoni, formou-se em medicina veterinária pela Universidade Federal de Santa Maria (UFSM), é luterano e pai de quatro filhos, incluindo Rodrigo Lorenzoni.
Iniciou sua carreira política no PL, filiando-se depois ao PFL, partido sucessor da Arena, que sustentava a Ditadura Militar, que depois mudou de nome da DEM (atual União Brasil). Em seus anos como deputado federal, de 2003 a 2018, fez oposição aos governos de Lula da Silva e Dilma Rousseff.
Em 2005, foi admitido pelo presidente Luiz Inácio Lula da Silva à Ordem do Mérito Militar no grau de Grande-Oficial especial. Foi o primeiro líder do DEM na Câmara dos Deputados do Brasil, em 2007, logo depois da mudança de nome do partido. Presidiu a Comissão de Agricultura da Câmara dos Deputados entre 2008 e 2009.
Em fevereiro de 2023, após o encerramento de seu mandato como deputado federal, a Câmara dos Deputados concedeu aposentadoria a Lorenzoni, no valor bruto de aproximadamente 19 mil reais.

### Candidaturas à prefeitura de Porto Alegre
Em 2004 concorreu a prefeito de Porto Alegre, ficando em terceiro lugar, com 9,97% dos votos válidos (80.633 votos). Concorreu novamente em 2008, pela coligação DEM-PP-PSC, com Mano Changes como vice. Na segunda tentativa ficou em quinto lugar, com 4,91% dos votos válidos (38.803 votos).
Nas eleições de 2014, realizadas em 5 de outubro, foi eleito deputado federal pelo Rio Grande do Sul para a 55ª Legislatura (2015 — 2019). Em 1 de fevereiro de 2015 assumiu, então, o quarto mandato.

### Atuação durante os governos Dilma e Temer
Em 2016, votou a favor do processo de impeachment de Dilma Rousseff.
Em novembro de 2016, posicionou-se contrário a anistia ao caixa 2, juntamente com o deputado Fernando Francischini, o deputado Alessandro Molon, o deputado Vanderlei Macris, o deputado Carlos Sampaio, o deputado Joaquim Passarinho, o Senador Álvaro Dias, e a Senadora Ana Amélia Lemos, no âmbito da discussão sobre as dez medidas contra a corrupção propostas pelo Ministério Público Federal. Apesar disso, o próprio parlamentar admitiu, no ano seguinte, ter recebido valores ilegais via caixa 2 da JBS em 2014.
Em outubro de 2016, posicionou-se favorável a decisão do Supremo Tribunal Federal de permitir a prisão para réus condenados em segunda instância, e disse que incluiria dentre as medidas contra corrupção. "O que nós vamos fazer? Vamos trazer pra cá esta decisão do Supremo Tribunal Federal e colocar no relatório final. Ou seja, a partir desse momento, tem uma decisão do STF e daqui alguns meses terá, no Código de Processo Penal brasileiro a mesma decisão corroborada numa lei pelo parlamento brasileiro", disse Lorenzoni.
Já durante o Governo Michel Temer, votou a favor da PEC do Teto dos Gastos Públicos. Em abril de 2017 foi favorável à Reforma Trabalhista. Em agosto de 2017 votou a favor do processo em que se pedia abertura de investigação do então presidente Michel Temer.

#### Atuação como relator do projeto Dez Medidas
Em 2016, atuou como relator do projeto que visava transformar o projeto conhecido como Dez Medidas contra corrupção, proposto através de iniciativa popular com apoio político do Ministério Público em lei. Durante o processo de discussão da lei foram apresentados três versões do relatório.
O primeiro relatório que Onyx apresentou, em 9 de novembro, transformava o caixa dois em crime e propunha testes de integridade para agentes públicos somente com consequências administrativas, enquanto o texto original previa o uso em ações cíveis e criminais. O segundo relatório, apresentado em 21 de novembro, tipificava o crime de caixa dois, prevendo penas de dois a cinco anos para quem utilizar recursos não declarados em campanhas eleitorais. Estas propostas de tipificação foram vistas como uma brecha para anistiar políticos que adotaram caixa dois antes da promulgação da lei, apesar do relatório não propor a anistia diretamente. Também foi tipificado o crime de venda de voto. Esta versão tinha 17 medidas.
O terceiro relatório de Onyx, de 22 de novembro, baixou o número de medidas de 17 para 12, retirando medidas que tratavam de ações populares e acordos de cooperação internacional. O quarto relatório, com 20 mudanças em relação ao anterior, foi apresentado em 23 de novembro. Entre as mudanças se destacavam: aumento do valor no qual corrupção ativa e passiva passa a ser considerado crime hediondo de 100 para 10 000 salários mínimos (cerca de 8,8 milhões de reais); remoção do prazo para estabelecer investigação e encerrar denúncia; inclui, no crime de caixa dois, aquele que praticá-lo em nome de um candidato (e não somente o candidato, partido político e doador). No mesmo dia a Comissão aprovou por unanimidade, com 30 votos favoráveis, este texto do relator.

#### Confissão pública de recebimento de caixa 2
Ao longo dos anos, Lorenzoni buscou associar a sua imagem ao combate à corrupção no Brasil. Assim, foi membro de Comissões parlamentar de inquérito (CPIs), entre elas, da CPMI dos Correios, CPMI do Cachoeira e da CPMI da Petrobras. Também foi relator da Subcomissão de Normas de Combate à Corrupção e da Comissão que analisou medidas de combate à corrupção, em 2016.
A sua imagem de combate à corrupção, porém, sofreu um duro golpe em 2017, quando o deputado admitiu, em entrevista à Rádio Gaúcha, ter recebido caixa 2 da empresa JBS para campanha eleitoral, em 2014, mesmo sabendo da ilegalidade, em episódio de ampla repercussão nacional. Na época, ele afirmou que teria recebido cem mil reais, embora executivos da empresa tivessem falado no dobro do valor. Em 2020, quando o político fechou um acordo com a Justiça, ele reconheceu que, na verdade, recebera 200 mil reais ilegalmente e não cem mil, como afirmara em 2017.
Conforme a delação, Lorenzoni teria recebido 200 mil reais num envelope entregue pelo presidente da Associação Brasileira de Exportadores de Carne Bovina, Antônio Jorge Camardelli, em setembro de 2014.
Recebi sim. R$ 100 mil. Está nas minhas anotações. [Recebi] através do Camardelli. Quero eximi-lo de qualquer responsabilidade. Ele prestou apenas um auxílio para que aquele recurso chegasse. 
Final da campanha, reta final, a gente cheio de dívidas com fornecedores, pessoas, eu usei o dinheiro. E a legislação brasileira não permite fazer a internalização desse recurso. 

#### Investigação sobre recebimento de caixa 2 da Odebrecht
No dia 14 de março de 2017, o então procurador-geral da República, Rodrigo Janot, enviou ao STF 83 pedidos de abertura de inquérito, a partir dos acordos de colaboração premiada firmados com 78 executivos e ex-executivos da Odebrecht, no âmbito da Operação Lava Jato, sendo mencionado em depoimentos de executivos ligados à empreiteira Odebrecht. Alexandrino Alencar, ex-diretor da companhia, afirmou em interrogatório que fez uma doação de 175 mil reais à campanha de Lorenzoni em 2006, registrada no setor de informática da Odebrecht, mas não declarada à Justiça Eleitoral. Conforme Alencar, houve um reunião entre os dois e Onyx não demonstrou "rejeição" a receber o dinheiro via caixa 2. Nas planilhas de pagamento da empreiteira coletadas pela investigação, o seu nome constava junto ao apelido "Inimigo".
Em abril de 2017, o ministro Edson Fachin autorizou as investigações contra Lorenzoni, protegido por foro privilegiado. Dois meses depois, Lorenzoni disse que as planilhas em que o seu nome apareciam haviam sido fraudadas. Em junho de 2018, o ministro do STF Luiz Fux atendeu a um pedido da procuradora-geral da República, Raquel Dodge, e decidiu pelo arquivamento do caso, justificando que as diligências realizadas não elucidaram a ocorrência do crime.

### Atuação como ministro no governo Bolsonaro
Lorenzoni ocupou, no total, quatro ministérios no governo de Jair Bolsonaro, com média de pouco menos de dez meses em cada cargo. No final de 2018, Lorenzoni foi nomeado ministro extraordinário por Michel Temer para coordenar a transição de governo. Em 1 de janeiro de 2019, foi nomeado por Ministro-Chefe da Casa Civil do presidente Jair Bolsonaro, se licenciando brevemente do cargo em julho com os ministros Marcelo Álvaro Antônio e Tereza Cristina para votarem na Reforma da Previdência na Câmara dos Deputados. Em 13 de fevereiro de 2020, o presidente anunciou a transferência de Onyx da Casa Civil para o Ministério da Cidadania, ocupando o cargo do demitido Osmar Terra. Ele teve a posse efetivada em 18 de fevereiro. Cerca de duas semanas antes, Bolsonaro esvaziou as funções da Casa Civil e Onyx ficou enfraquecido no cargo depois que o número dois da pasta, Vicente Santini, fez um voo exclusivo em jatinho da FAB para a Índia e foi exonerado (e recontratado poucos dias depois).
| “ | Isso é decisão minha. Aguardo Onyx, não posso também desprestigiar o ministro, né? Vou ver os argumentos dele. Daí ver se teremos mais alguma medida suplementar disso aí | ” |
|   | |   |

Em 12 de fevereiro de 2021, foi exonerado do Ministério da Cidadania e nomeado para o cargo de ministro-chefe da Secretaria Geral da Presidência da República, que esteve vago desde a nomeação de Jorge Oliveira para o Tribunal de Contas da União em dezembro do ano anterior. Em 28 de julho do mesmo ano, deixou a Secretaria Geral da Presidência para assumir o cargo de Ministro do Trabalho e Previdência, após o presidente Bolsonaro ter editado uma medida provisória para recriar a pasta. Em 29 de novembro do mesmo ano, filiou-se ao PL para disputar o governo do Rio Grande do Sul. Em 30 de março de 2022, deixou o cargo de ministro do trabalho para disputar as eleições estaduais.

#### Admissão de caixa 2 diante da Justiça
Em novembro de 2018, veio a público uma planilha entregue por delatores da JBS à Procuradoria-Geral da República (PGR) em que constava uma doação ilegal feita a Onyx Lorenzoni, que ocupava então o cargo de ministro extraordinário de transição de governo, em 2012, quando era presidente do Democratas no Rio Grande do Sul. Conforme depoimentos, o repasse de cem mil reais foi realizado em espécie. Meses antes da publicação do caso na imprensa, o ministro Edson Fachin autorizou a investigação de Lorenzoni, a pedido da PGR. O deputado não respondeu sobre o caso quando procurado pela reportagem do veículo que publicou a notícia, porém, em entrevista à Rádio Gaúcha, negou o recebimento do dinheiro.
No entanto, em 2020, o então ministro firmou um acordo de não persecução penal com a PGR em que admitiu o recebimento dos cem mil reais da JBS como caixa 2 em 2012. Além desse valor, também assumiu que recebera 200 mil reais em doações ilegais da mesma empresa em 2014, novamente contrariando o que afirmara publicamente, uma vez que, em 2017, dissera que recebera metade do valor. No total, Onyx assumiu ter recebido 300 mil reais como caixa 2 no acordo com o Ministério Público (MP) e aceitou pagar pouco mais de 180 mil reais como multa para não ser alvo de ação penal. Foi o primeiro acordo do tipo, permitido por uma lei aprovada no Congresso Federal no ano anterior. O pacto de Onyx com o MP foi validado pelo ministro do STF Marco Aurélio Mello em fevereiro de 2021.

### Candidatura a governador do Rio Grande do Sul
Em 2022, candidatou-se a governador do Rio Grande do Sul pelo PL, o partido do então presidente Jair Bolsonaro. Teve o melhor desempenho no primeiro turno do pleito, obtendo mais de dois milhões de votos, correspondendo a 37,50% dos votos válidos. Porém, perdeu no segundo turno, no qual o então governador Eduardo Leite (PSDB) conseguiu virar o resultado e venceu por uma vantagem de mais de 900.000 votos (57,12% contra 42,88%). O desempenho ruim em debates e acusações envolvendo o ex-deputado contribuíram para a sua derrota. Em Porto Alegre, seu domicílio eleitoral, o seu desempenho foi ainda mais fraco: somente 31,02% dos votos. O candidato perdedor reconheceu a derrota ainda na noite de 30 de outubro.

## Controvérsias

### Indicação de professor particular de inglês
O então ministro da Cidadania indicou o seu professor particular de inglês para trabalhar na assessoria internacional da pasta por um salário de R$ 10 mil, a indicação foi vista como polêmica pois o professor não apresentava experiência suficiente para assumir a função. A nomeação foi posteriormente cancelada após ser revelado que o professor era filiado ao PSOL, com Onyx declarando que desconhecia qualquer ligação ou filiação partidária do professor. Após o ocorrido, Onyx Lorenzoni exonerou servidores e comissionados de postos de comando da assessoria internacional da pasta, o que foi visto como uma retaliação por terem sido vazadas informações sobre a contratação do professor à imprensa.

### Verbas de gabinete para empresa de amigo
Onyx Lorenzoni usou 80 notas fiscais de uma empresa de consultoria pertencente a um amigo de longa data para receber R$ 317 mil em verbas de gabinete da Câmara dos Deputados entre os anos de 2009 e 2018. Das 80 notas, 29 foram emitidas em sequência, o que indica que Onyx pode ter sido o único cliente da firma. A empresa está inapta na Receita Federal por omissão de valores ao fisco e tem R$ 117 mil em dívidas tributárias. Entre janeiro de 2013 e agosto de 2018, não recolheu impostos, apesar de ter emitido 41 notas a Onyx. Lorenzoni negou irregularidades na contratação da empresa de consultoria e afirmou que todas as suas contas foram aprovadas sem apontamentos.

### Negacionismo da COVID-19 e declarações antivacina
O deputado afirmou, em junho de 2022, que ele e todos os integrantes de sua família se recusaram a se tomar a vacina contra a COVID-19. Em outubro de 2022, em debate eleitoral, ele voltou a dizer que não se vacinara. Desta vez, disse que a vacina não seria segura, o que não é verdade. Por causa da sua resistência a tomar o imunizante contra a doença viral que matou mais de 688 mil brasileiros, Lorenzoni foi chamado por Eduardo Leite, seu adversário na disputa pelo governo do estado, de negacionista em debate. Em debate na RBS TV, Onyx proferiu outra frase de cunho negacionista sobre a COVID-19:
A melhor vacina que existe é pegar a doença. Todo mundo sabe disso, em todas as doenças é assim. 
Em resposta, Eduardo Leite lembrou que mais de 40 mil gaúchos e de 600 mil brasileiros haviam morrido de COVID-19, muitos porque não puderam se vacinar. Além disso, diversos veículos de imprensa do Brasil inteiro repercutiram a declaração. O Yahoo Notícias, por exemplo, ressaltou que se trata de uma afirmação falsa, já que muitas doenças podem matar ou deixar sequelas para o resto da vida. Nas redes sociais, houve ampla revolta com a declaração falsa do candidato. Alessandro Pasqualotto, médico infectologista e presidente da Sociedade Gaúcha de Infectologia, e Alexandre Zavascki, médico infectologista do Hospital Moinhos de Vento, vieram a público reforçar que as vacinas são seguras e têm efeito protetor muito maior do que a da infecção pela doença em si, além de o contágio por doenças poder levar à hospitalização, deixar sequelas e levar à morte. O infectologista José David Urbaez Brito, coordenador de pesquisa e desenvolvimento do Projeto Genov-Dasa, de vigilância por sequenciamento amostral do Sars-CoV-2 no Brasil, também repudiou a declaração do bolsonarista e mostrou, baseado em artigo publicado em periódico, que o vírus da COVID-19 sofre mutações num ritmo acelerado, de modo que, além do risco de morte para quem não se vacina, ter contraído a doença fornece uma defesa fraca e de duração inferior à de vacinas.

### Declaração acusada de homofobia contra Eduardo Leite e recusa de cumprimento
No segundo turno da campanha para o governo do Rio Grande do Sul, em 2022, Onyx Lorenzoni proferiu uma declaração apontada como homofóbica no seu programa eleitoral no rádio. Na propaganda, ele disse que o estado terá uma "uma primeira-dama de verdade" se ele for eleito. A declaração foi apontada como uma referência à homossexualidade do ex-governador Eduardo Leite, seu adversário no pleito. A jornalista Rosane de Oliveira apontou o ataque como "rebaixamento do debate eleitoral". Depois de ser confrontado sobre a declaração em debate na Rádio Gaúcha, Lorenzoni recusou-se a cumprimentar Eduardo Leite, dando-lhe as costas e deixando o concorrente com a mão estendida no ar.

## Vida pessoal

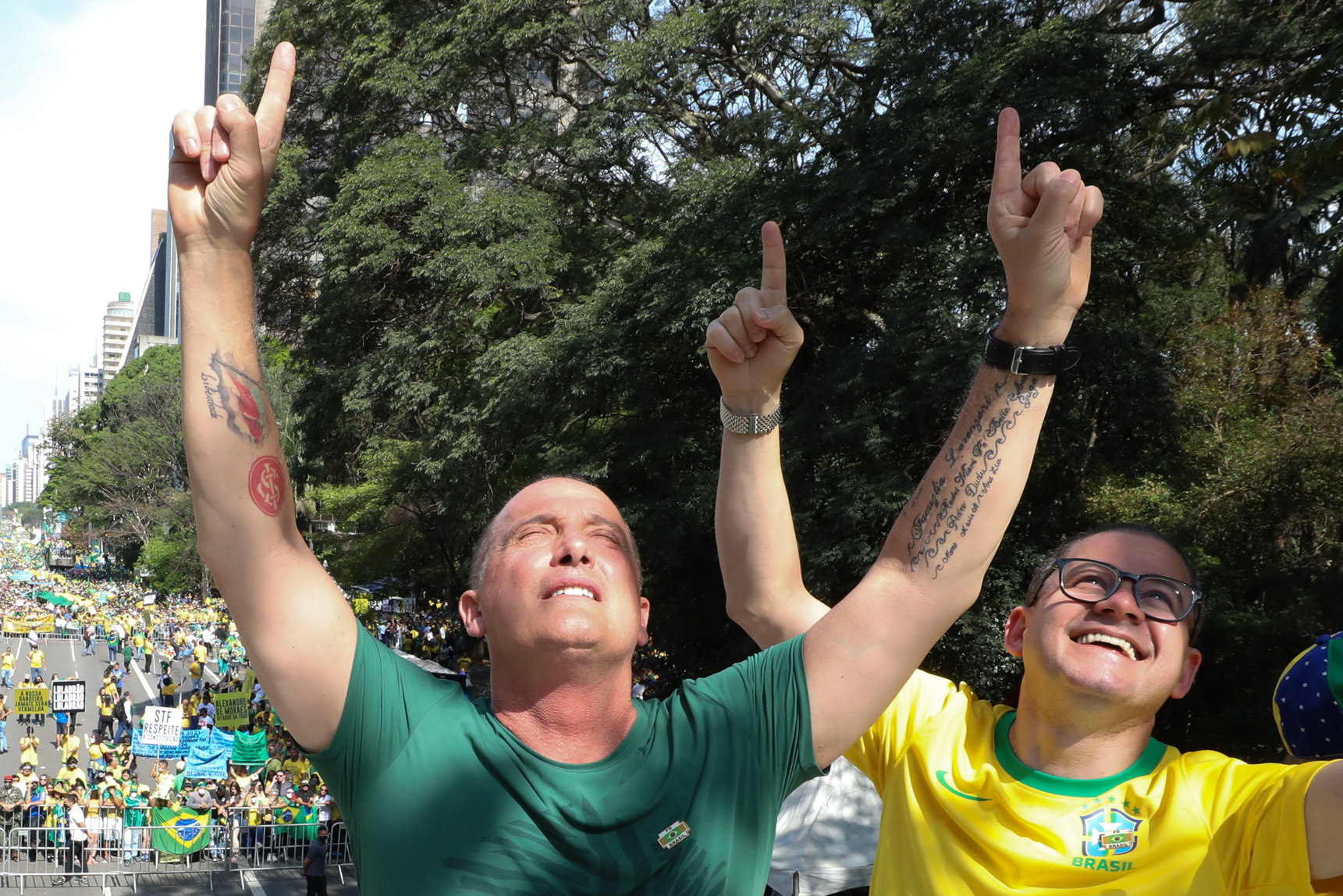
Onyx Lorenzoni e suas tatuagens.

Onyx Lorenzoni casou-se em 2018 com a personal trainer Denise Veberling, assessora parlamentar do senador Davi Alcolumbre até 2021. Anteriormente, Lorenzoni era casado com a pedagoga Hellen Cardia. Onyx foi casado ainda uma terceira vez e tem quatro filhos.
É torcedor do Sport Club Internacional, time do qual tem um tatuagem no antebraço. Onyx fez ainda outra tatuagem - versículo bíblico (João 8:32): "E conhecereis a verdade, e a verdade vos libertará". Segundo ele, esta inscrição foi gravada em sua pele em 2016, quando admitiu que recebera ilegalmente 100 mil reais da empresa JBS na campanha para deputado em 2014, valor que depois assumiu diante da Justiça ser de duzentos mil reais, o dobro do que tinha falado à imprensa. Lorenzoni justificou a tatuagem afirmando que seria uma "lembrança" para que não cometesse mais "erros" como o recebimento de caixa 2.

## Histórico Eleitoral
| Ano  | Eleição                       | Partido | Candidato a       | Votos     | %                 | Resultado  | Ref     |
| ---- | ----------------------------- | ------- | ----------------- | --------- | ----------------- | ---------- | ------- |
| 1994 | Estadual do Rio Grande do Sul | PL      | Deputado Estadual | 20.668    | n/a               | Eleito     | [ 98 ]  |
| 1998 | Estadual do Rio Grande do Sul | PFL     | Deputado Estadual | 26.046    | n/a               | Eleito     | [ 99 ]  |
| 2002 | Estadual do Rio Grande do Sul | PFL     | Deputado Federal  | 62.160    | 1,05%             | Eleito     | [ 100 ] |
| 2004 | Municipal de Porto Alegre/RS  | PFL     | Prefeito          | 80.633    | 9,97%             | 3º Lugar   | [ 101 ] |
| 2006 | Estadual do Rio Grande do Sul | PFL     | Deputado Federal  | 112.764   | 1,89%             | Eleito     | [ 102 ] |
| 2008 | Municipal de Porto Alegre/RS  | DEM     | Prefeito          | 38.803    | 4,91%             | 4º Lugar   | [ 103 ] |
| 2010 | Estadual do Rio Grande do Sul | DEM     | Deputado Federal  | 84.696    | 1,41%             | Eleito     | [ 104 ] |
| 2014 | Estadual do Rio Grande do Sul | DEM     | Deputado Federal  | 148.302   | 2,52%             | Eleito     | [ 105 ] |
| 2018 | Estadual do Rio Grande do Sul | DEM     | Deputado Federal  | 183.518   | 3,14%             | Eleito     | [ 106 ] |
| 2022 | Estadual do Rio Grande do Sul | PL      | Governador        | 2.382.026 | 37,50% (1º Turno) | Não Eleito | [ 75 ]  |
| 2022 | Estadual do Rio Grande do Sul | PL      | Governador        | 2.767.786 | 42,88% (2º Turno) |            | [ 75 ]  |